# Minucia confinis
Minucia confinis là một loài bướm đêm trong họ Erebidae.